# 尼爾森新鮋
尼爾森新鮋，為輻鰭魚綱鮋形目鮋亞目鮋科的其中一種，為亞熱帶海水魚，分布於西印度洋南非德班海域，棲息深度100-405公尺，體長可達14公分，棲息在底層水域，生活習性不明。